# Nyolcak

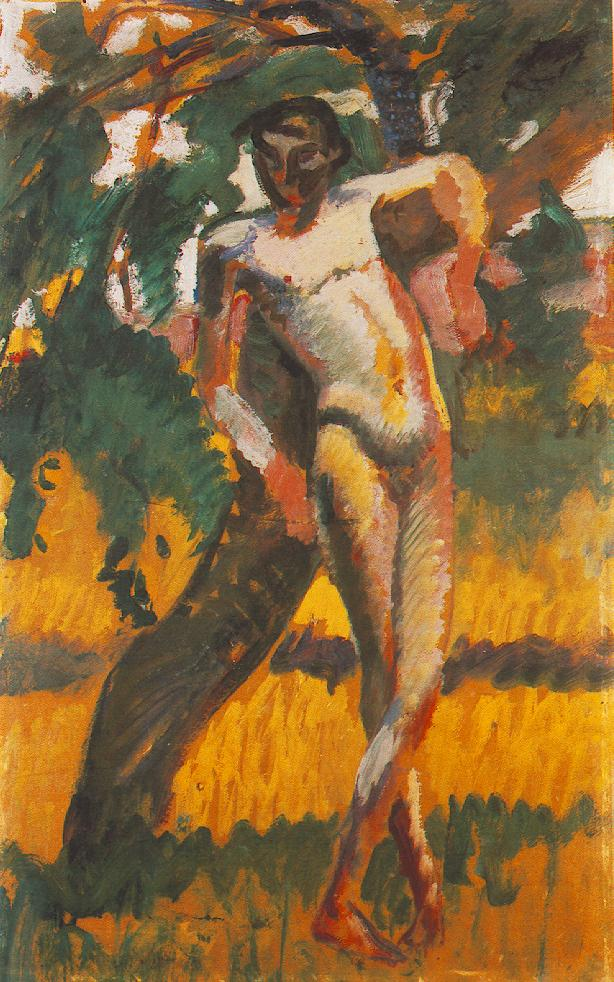
Kernstok Károly: Fához támaszkodó fiúakt (1909)

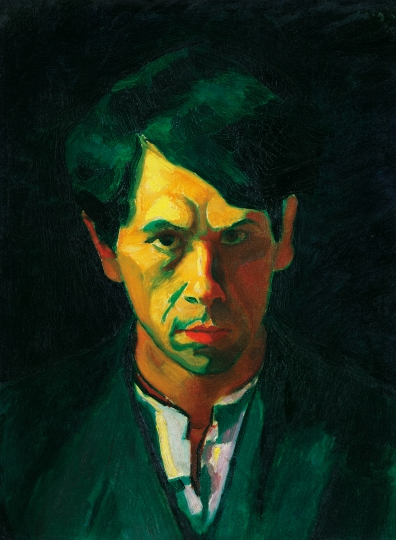
„Zöld szörnyeteg” Czigány Dezső önarcképe (1909)

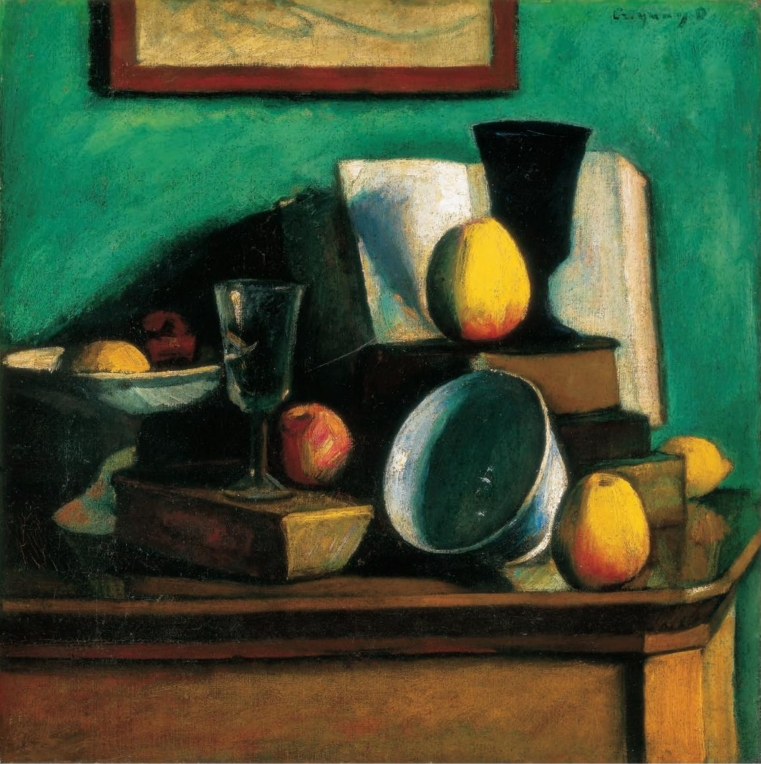
Czigány Dezső: Csendélet almákkal és tállal (c. 1915)

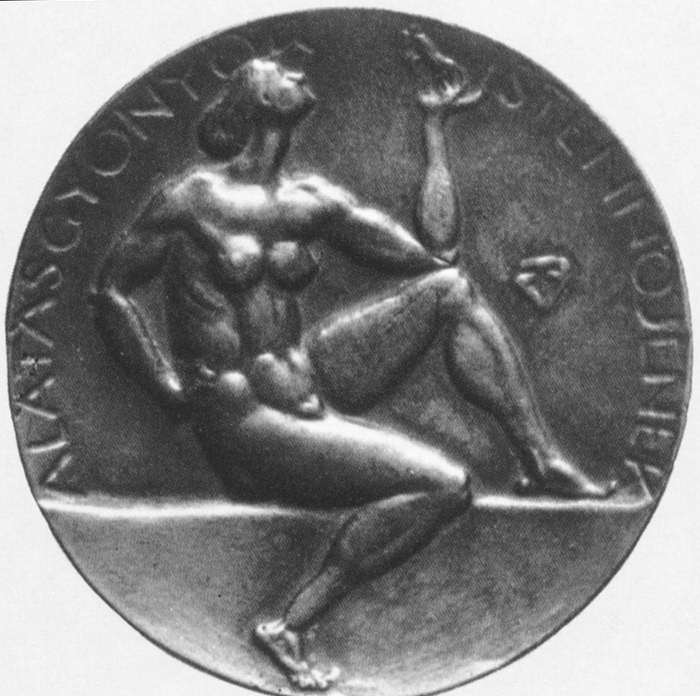
Fémes Beck Vilmos: A Látásgyönyör istennőjének (1911)

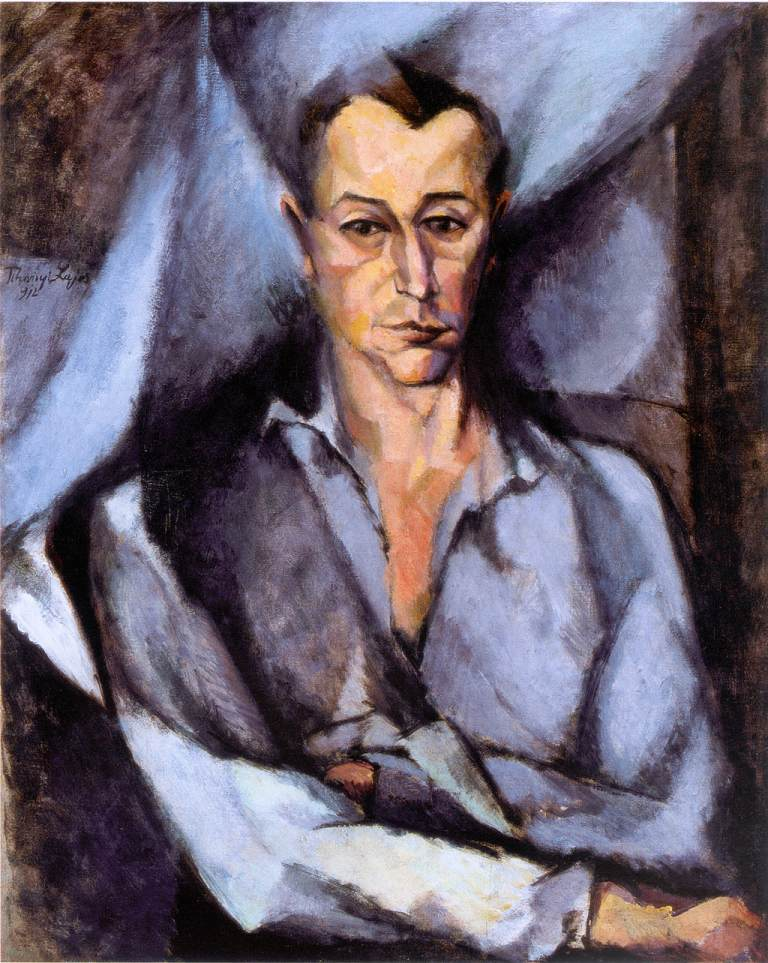
Tihanyi Lajos: Bölöni György (1912)

A Nyolcak (működtek 1909–1919) a legjelentősebb magyar avantgárd művészcsoport a 20. század elején. A Nyolcak művészetére a századelő avantgárd képzőművészeti irányzatai hatottak, elsősorban a fauves, a posztimpresszionizmus, Paul Cezanne festészete, kisebb mértékben az expresszionizmus és a kubizmus valamint a szecesszió. A századelőn forradalmi  művészcsoportnak számítottak. Az új korszak új kifejezési formájának keresői voltak. Tevékenységük ékes bizonyítéka, hogy a századelő magyar művészete az európai művészetbe integrálódott.

## Tagjai
Berény Róbert, Czigány Dezső, Czóbel Béla, Kernstok Károly, Márffy Ödön, Orbán Dezső, Pór Bertalan, Tihanyi Lajos festők. Vendégképpen csatlakozott hozzájuk két szobrász, Fémes Beck Vilmos és Vedres Márk, valamint Lesznai Anna író, grafikus és iparművész. Figyelemmel kísérte munkásságukat és írt róluk Bölöni György.

## Története

### Párizsi előzmények
A Nyolcak tagjai a század első éveiben valamennyien megfordultak tanulási céllal Párizsban, és hosszabb-rövidebb ideig részt vettek intézményes képzésben. Legkedveltebb intézmény a Julian Akadémia volt körükben: 1901 és 1907 között itt tanult Pór Bertalan, Márffy Ödön, Czóbel Béla, Czigány Dezső, Berény Róbert, Orbán Dezső és Kernstok Károly – az utóbbit leszámítva valamennyien Jean-Paul Laurens növendékeként. De el-eljártak a többi magániskola, így a Colarossi, a Grand Chaumière, az Humbert akadémiák esti rajzóráira is, ahol – ekkoriban Henri Matisse, André Derain, Albert Marquet – azaz a francia fauves-ok markáns képviselői – is megfordultak. Márffy a Julianból a nagy hagyományú állami intézménybe, az École des Beaux-Arts-ba iratkozott át, ahol négy évig látogatta Fernand Cormon osztályát, ahonnan az idők folyamán olyan újító világnagyságok is kikerültek, mint Henri de Toulouse-Lautrec, Vincent van Gogh, Henri Matisse vagy később Francis Picabia és Chaim Soutine.
A magyar festők a modern ismereteket főként a tanórákon kívül szívták magukba: így a művész-kávéházakban, a Salon d’Automne és a Salon des Indépendants szabad kiállításain, Ambroise Vollard műkereskedő galériájában, vagy az amerikai műpártoló Stein család nyitott estélyein, ahol a kor újító festőivel is találkozni lehetett.
Czóbel, Márffy, Berény és Czigány 1905 és 1909 között több-kevesebb rendszerességgel kiállítottak a párizsi Salon d’Automne és a Salon des Indépendants tárlatain, mind közelebb kerülvén a fauvizmushoz olyannyira, hogy Czóbel és Berény együtt szerepelt a francia fauves-okkal.

### Magyarországi előzmények
A Nyolcak közül egyedül Czóbel Béla volt az, aki aktívan részt vett a nagybányai művésztelep munkájában, jóllehet Tihanyi, Czigány és Orbán is megfordultak ott az idők folyamán. Czóbel Béla 1906 nyarán mutatta be Nagybányán a Párizsból hazahozott friss képeit, valóságos forradalmat robbantva ki velük a fiatalok körében, akik közül sokakat meghódított az új, fauve-os stílus. Czóbel kétségtelenül kulcsszerepet játszott a „magyar Vadak” stílusfejlődésében. Nemcsak a „neósokra”,  azaz a nagybányai iskola újat kereső fiataljaira volt befolyással, de a nála idősebb és már beérett festőnek számító Kernstok Károlyra is, aki 1907-ben meghívta nyergesújfalui birtokára. A Nyolcak későbbi vezetőjét az itteni közös munka fordította a naturalizmustól az új irányzatok felé.
Kernstokhoz a következő nyáron Márffy Ödön ment le festeni, aki négyéves párizsi tanulmányai után itthon kezdte összegezni tapasztalatait. Az együttlét mindkettőjük művészi szemléletét továbbformálta, és fauve-os festészetük itt, Nyergesújfalun teljesedett ki. Ezt a Duna-menti kis települést joggal tekinthetjük a Nyolcak szellemi bölcsőjének. 1906-tól kezdve Kernstok valóságos szellemi műhelyt hozott létre a modern esztétikára nyitott barátaiból. Megfordult itt a festők közül Czigány Dezső, Czóbel Béla, Márffy Ödön, Orbán Dezső, Pór Bertalan, Vaszary János, a szobrász Vedres Márk, az iparművész-író Lesznai Anna, valamint a költő Ady Endre, a filozófus Lukács György, a művészettörténész Lyka Károly, a műgyűjtő Nemes Marcell, az újságíró Relle Pál. Döntően azok az alkotó értelmiségiek jártak le Nyergesre, akik meghatározó szerepet játszottak a Nyolcak mozgalmának létrejöttében.
A későbbi Nyolcak tagjai – Berény kivételével – kezdetben részt vettek a MIÉNK (Magyar Impresszionisták és Naturalisták Köre) tárlatain. A korszak ezen első modernnek nevezhető művészegyesülete 1907-ben alakult, és Czóbel, valamint Márffy úgy kerülhettek az alapító tagok közé a náluk jócskán konzervatívabbnak számító mezőnyben, hogy a befolyásos Kernstok, valamint a korábban a francia nabikhoz tartozó Rippl-Rónai József ragaszkodott a felvételükhöz. A MIÉNK később fokozatosan bővült a magyar Vadak fiataljaival, ami növelte a csoporton belül eleve meglévő feszültséget. A második tárlatuk idején az ízlésbeli különbségek olyannyira elmélyültek, hogy már a szakadás lehetőségét is felvetették. Mindez nem kerülte el az „ellentábor” figyelmét: „A rossz nyelvek pedig azt rebesgetik – írta a konzervatív festő-kritikus, Kézdi-Kovács László –, hogy Kernstok egy még újabb szecesszió magva lesz, mely a Miénk-ből kiválik és a «Keresők» címe alatt a hazai ultra-ifjúsággal, művészetünk e fiatal óriásaival új művész csoportot fog alakítani.”

### Új Képek: a Nyolcak első kiállítása

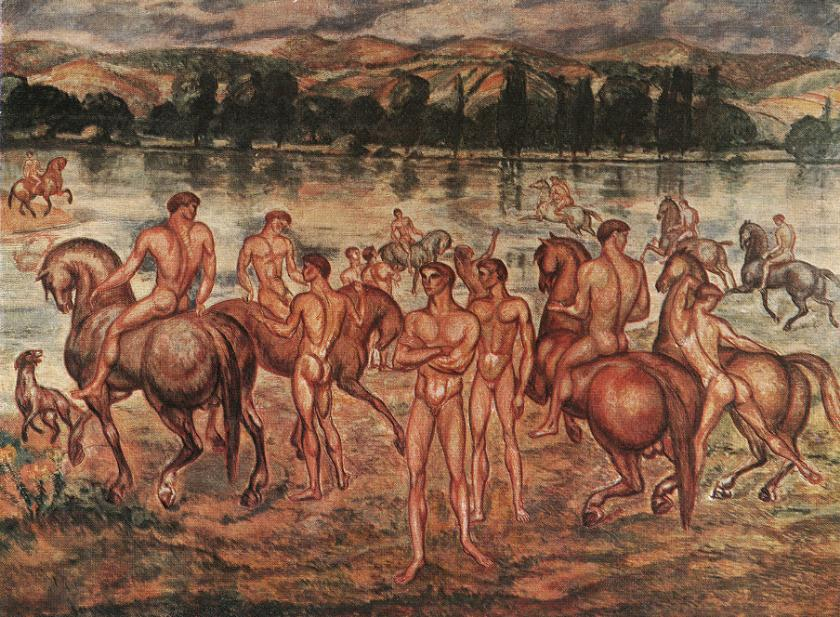
Kernstok Károly: Lovasok a víz partján (1910)

Kézdi-Kovács jóslata tíz hónappal később, 1909. december 19-én valóra vált. Ekkor látott a sajtóban napvilágot a hír, hogy Új Képek címmel nyolc festő, név szerint: Berény Róbert, Czigány Dezső, Czóbel Béla, Kernstok Károly, Márffy Ödön, Orbán Dezső, Pór Bertalan és Tihanyi Lajos – csoportkiállítást hoz létre a Könyves Kálmán szalonban.  A Kernstok körül verbuválódott társaság többnyire a magyar Vadak fiataljaiból került ki, de a nagybányai neósok markáns képviselői nélkül. Csoportnevet ekkor még nem választottak, csak a bemutatkozó tárlatuknak adtak címet. Az Új képek elnevezés egyértelmű utalás volt az irodalomból vett korszakos jelentőségű példára: Ady Endre 1906-ban megjelent Új versek című kötetére. A festők ezzel azt sugallták, hogy ők ugyanúgy a korszerű párizsi szellemet jelenítik meg a maguk eszközeivel, mint a költő a verseivel. Az irodalmi áthallást a kritikusok is nyomban megértették, és a kiállítás kapcsán „festészeti adyzmust” emlegettek.
A kiállított 32 festmény nagy botrányt kavart. Magyarországon ekkor még az impresszionista, természetelvű festészet is szokatlannak számított, a természetestől eltérő, harsány színvilág, a meztelen emberi test idealizálás nélküli, sőt torzított bemutatása pedig egyenesen felháborította a nagyközönséget. A hazai közönséget teljesen felkészületlenül érték az olyan alkotások, mint Czigány Dezső Önarcképe, amelyet csak „zöld hajú szörnyetegként” emlegettek. „Két szánni való ifjú elnyomorított aktja” – írták Kernstok nagyméretű vásznáról, az Ifjakról, Kézdi-Kovács László Márffyval kapcsolatban gúnyolódik, hogy „tájképein már foltokat sem fest, csak gixereket és «Fürdő nők» című képén olyan kénsárga nőt produkál, akinek a bal válla a Magas Tátráig, a jobb lába a kék Adriáig nyúlik és viszont.” Tihanyi Birkózókját pedig „zöld mezőben hencsergő szafaládé-barna színű duzzatag alakok csoportja”-ként írta le a kritika.
A hírverés azonban tömegeket vonzott a tárlatra, naponta születtek újságcikkek az új festészet ellenében és védelmében, a modern képzőművészeti irányzatokról elméleti vitákat rendeztek. Kernstok 1910. január 9-én olvasta fel Kutató művészet című esszéjét a Galilei Körben, amelyre egy hét múlva Lukács György filozófus válaszolt Az Utak elváltak című esszével. Mindkét szöveg megjelent a kor leghatásosabb kulturális folyóiratában, a Nyugatban.

### A Nyolcak a Nemzeti Szalonban

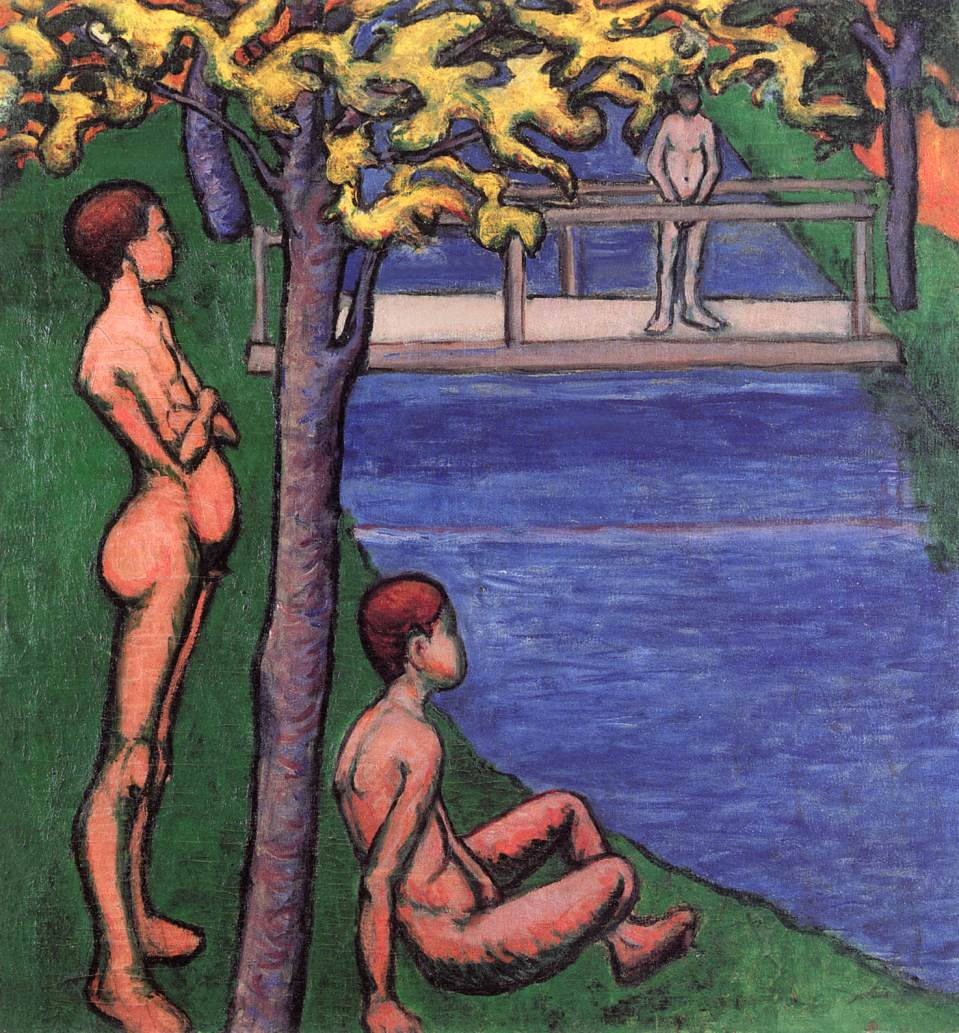
Tihanyi Lajos: Fürdőzők (1907)

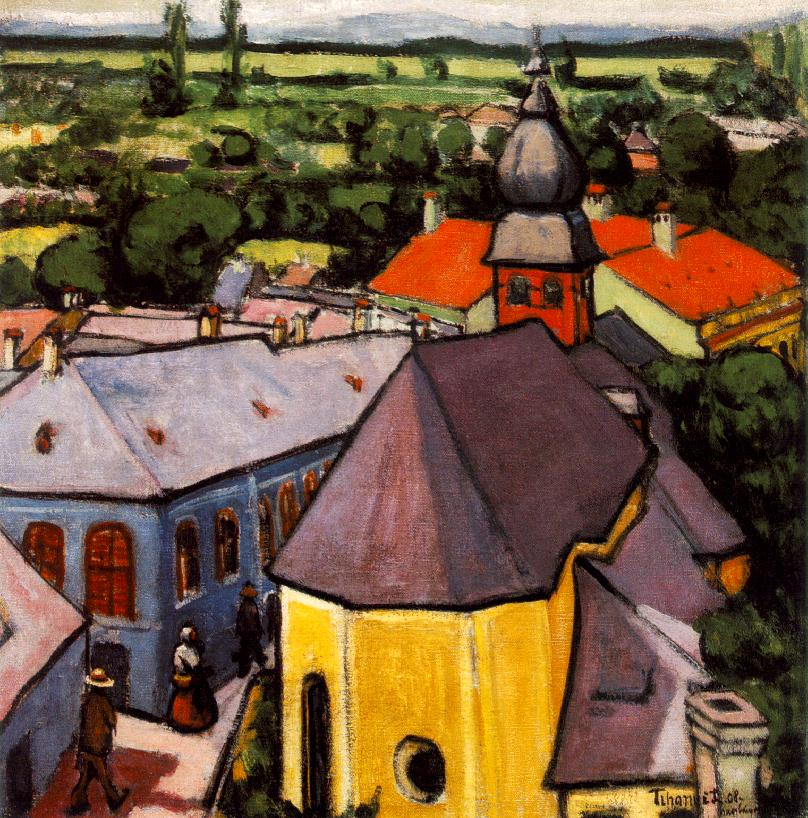
Tihanyi Lajos: Nagybányai utcarészlet (1908)

A Nyolcak nevet hivatalosan második tárlatukra vették fel, amelyre 1911 áprilisában került sor a Nemzeti Szalonban. Maguk mellett tudva a kor szellemi elitjét a kiállítást rendezvények sokaságával valóságos kulturális fesztivállá duzzasztották. A kísérő programok főként három területre koncentrálódtak: a műkritikára, az irodalomra és a kortárs zenére. Egymást érték a vitaestek, felolvasások, irodalmi matinék. Zenetörténeti szempontból is kiemelkedő eseménynek számított az a koncert, amelyen a Waldbauer–Kerpely kvartett Bartók Béla és Weiner Leó vonósnégyeseit játszotta, Kerpely Jenő Kodály Zoltán csellószonátáját, Bartók Béla pedig saját zongoradarabjait adta elő a képek között.
A csoport tagjainál megfigyelhető volt, hogy a szertelennek ható, fauve-os ecsetkezelést mindinkább fegyelmezett képépítkezés váltotta fel, korábbi vad színeiket  visszafogták, a kontrasztokat tompították. Aktos csoportképeiken megjelent a klasszicizálás igénye. Ahogy korábban leszámoltak az akadémiákkal, most ők maguk kezdtek törekedni egyfajta „örökérvényű” esztétikára. A váltás mögött elsősorban az 1906-ban elhunyt Paul Cezanne újrafelfedezése állt. Ez a stílusmódosulás nagyon is rokon azzal, ami a francia Vadaknál zajlott le ezekben az években. A Nyolcak – Kernstokot és Pórt leszámítva – a tízes évek elején egyre-másra festették Cézanne-os csendéleteiket és tájképeiket, és az általuk kedvelt aktos kompozíciók, árkádia jelenetek is leginkább Cézanne fürdőző-képeire vezethetők vissza, bár nem ez volt a kizárólagos forrásuk. Az „örök művészi törvények” jegyében a magyar festők visszanyúltak az etruszk szobrokhoz, a görög vázafestményekhez, az olasz reneszánszhoz, vagy éppen Hans von Marées és Ferdinand Hodler kompozícióihoz, amely elsősorban nagyméretű vásznakban és murális munkáikban teljesedett ki.
Budapest akkori polgármestere, Bárczy István hangsúlyt fektetett rá, hogy az új középületeket kortárs mesterek munkáival díszítsék, s ez a kezdeményezés megrendelésekhez juttatta a Nyolcak festőinek egy részét is. Orbán Dezső egy későbbi megjegyzése azonban azt sejteti, hogy a hirtelen jött lehetőség feszültségekhez vezetett a csoporton belül. „Csak néhány évig maradtunk együtt – így Orbán visszaemlékezése, – a féltékenység, az irigység, főleg a kenyéririgység széthúzásra vezetett.”  Kétségtelen, hogy a jövedelmező murális megrendelésekből csak négyen – Kernstok, Pór, Márffy és Czigány – részesültek, míg Orbán, Berény és Tihanyi nem. Czóbel nem volt érdekelt a kérdésben, mert ekkoriban tartósan Párizsban élt. 1912-re a csoportkohézió erősen meggyengült, bár a Nyolcak tagjai ezt következetesen tagadták a sajtóban.

### A Nyolcak III. tárlata, a csoport lassú felbomlása
A Nyolcak III. tárlatára az eltervezetthez képest féléves csúszással, 1912. november 15-én került sor a Nemzeti Szalonban, és már csak négyen – Berény, Orbán, Pór és Tihanyi – vettek rajta részt, miközben a katalógus továbbra is mind a nyolc festő nevét feltüntette, mintegy bizonyságául annak, hogy a csoport nem szűnt meg.
A Harmadik kiállítást követően többé már nem rendeztek közös csoporttárlatot, bár az idők folyamán több ízben felmerült ennek lehetősége. Számos szélesebb merítésű, gyűjteményes kiállításra azonban elküldték műveiket, így a sajtó még sokáig együtt kezelte őket.
Így 1913-tól az alakuláskor riválisnak tartott, de az idők folyamán szövetségesnek számító Művészház kiállításain szerepeltek képeik. Az 1913 januárjában megnyíló, ún. Palotafelavató kiállításon Kernstok mellett még csak Márffy vett részt, ám áprilisban, a Nemzetközi Posztimpresszionista kiállításon a Nyolcak közül újra heten szerepeltek, köztük Czóbel Béla is rajzaival. (A kiállítás címe megtévesztő volt, hiszen a katalógusból kiderül, hogy főként francia vadak és kubisták, valamint a német Die Brücke és a német-orosz Der Blaue Reiter tagjai állítottak ki a magyar modernekkel együtt.)  Egy év múlva a Művészház 1914. évi nagy kiállításán ugyanígy, majdhogynem teljes létszámban, ekkor Pór nélkül, szintén heten voltak jelen.
1913 decemberében New Yorkban indult az az öt amerikai nagyvárost érintő vándorkiállítás, amelynek hivatalos címe Exhibition of Contemporary Graphic Art in Hungary, Bohemia, and Austria volt. A negyven magyar művész közt a Nyolcak minden tagja szerepelt művekkel. 1914-ben a bécsi Künstlerhausban tartott magyar bemutatkozáson a házigazdák kizsűrizték Tihanyi és Berény alkotásait, míg Kernstok, Czigány, Orbán, Márffy és Pór művei ellen nem emeltek kifogást. Pór Bertalan szolidaritást vállalt két társával, s így ők végül az „Ausstellung von Werken der 3 Künstler” címmel egy kevéssé ismert helyen, a Kunst Salon „Brüko”-ban mutatkoztak be, míg a többiek maradtak a Künstlerhausban.
Az incidens – melyet ugyan nem kísért semmilyen bejelentés a csoport feloszlásáról, ám nyilvánvalóvá tette a belső szolidaritás meggyengülését – lényegében lezárta a Nyolcak történetét. Egyetlen nagyobb szabású kiállításon vettek még részt együttesen: a San-Fransiscó-i világkiállításon, amelynek képzőművészeti részlege a hangzatos Panama-Pacific International Exposition címet viselte. A Nyolcak külön termet kaptak, melynek elnevezéseként az egyik kiadványban a hízelgő, de igencsak pontatlan Hungarian Cubists (am. magyar kubisták) kifejezés szerepelt.
1914 júliusában a sajtóban felröppent a hír, hogy a Nyolcak újabb tagokkal bővülve, de nevük megtartásával az év végén újabb kiállítással jelentkeznek a Nemzeti Szalonban. A Nyolcak cáfolták a csoport bővülését, de nem cáfolták a kiállítás tervét. Minderre azonban az I. Világháború kitörése miatt már nem kerülhetett már sor.
A magyar festészet e szellemiségében francia inspirációjú, de ugyanakkor autonóm és invenciózus szakaszának az első világháború kitörése egyik napról a másikra véget vetett. Az ekkor tartósan Párizsban dolgozó Czóbel Hollandiába menekült, a Nyolcak tagjainak többsége hadi festőnek állt.
A csoport újraszerveződésére a háború után nyílt esély. 1919-ben több olyan kiállítás terve is felmerült, amely szerint a Nyolcak újra egységes csoportként állítottak volna ki. Egymástól függetlenül zürichi, berni, bécsi helyszínekről volt szó, valamint Budapesten a Nyolcak IV. tárlatának 1919 őszén való megrendezéséről. Ez utóbbira a Tanácsköztársaság bukása miatt azonban már nem kerülhetett sor, részint a politikai fordulat miatt, részint mert a csoport tagjai közül addigra többen emigráltak.
A hosszú szünet után 1924-ben megalakuló KÚT (Képzőművészek Új Társasága) művészcsoport a Nyolcak örökségét is magáénak vallotta.

„Az volt a magyar művészeti életben a forradalmárok kora. A költészetben Ady, a zenében Bartók, a festészetben pedig mi, a Nyolcak.”

– Márffy Ödön

„A Nyolcak már keveset törődtek a magyar lélek és a magyar táj karakterével, vezérük, Kernstok, a Nyugatban többször meg is fogalmazta a polgári nemzeti jelleg elévülését. Az egyetemes problémák magasságáig mégsem a kozmopolita Nyolcak jutottak föl, hanem Csontváry, aki a szecesszió gondolati világát, kétségbeesett mítoszkeresését és natúrba fogódzó panteizmusát hűségesebben megőrizte, mint a Nyolcak, ugyanakkor azonban zseniális ösztönösséggel azt is megértette, hogy ennek a sorsdöntő pillanatnak a rögzítése csak a nemzeti ízű problémákon és szimbólumokon túlmutató egyetemesség szférájában lehetséges.”

– Perneczky Géza

## Emlékkiállítások
- 1961. Budapest, Magyar Nemzeti Galéria. (Grafikai Osztály): A Nyolcak és Aktivisták
- 1965. Székesfehérvár, Csók István Képtár: A Nyolcak és aktivisták köre
- 1981. Budapest, Magyar Nemzeti Galéria: Nyolcak és aktivisták
- 2005. Debrecen, Medgyessy Ferenc Emlékmúzeum: A Nyolcak és az aktivisták
- 2010. Pécs, Janus Pannonius Múzeum: A Nyolcak – Cézanne és Matisse bűvöletében[18]
- 2011. Budapest, Szépművészeti Múzeum: A Nyolcak
- 2012. Bécs, Kunstforum: Die Acht. A Nyolcak. Ungarns Highway in die Moderne.
- 2012. Bécs, Collegium Hungaricum: Die Acht – Der Akt.
- 2013. Párizs, Musée d’Orsay: Allegro Barbaro. Béla Bartók et la modernité hongroise (1905-1920).[19][20][21]

## Kapcsolódó szócikk
- Forbáth Péter